# Henri Cartan
Pour les articles homonymes, voir Cartan.

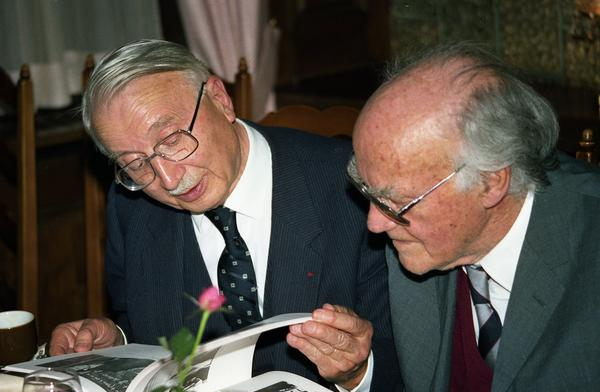
Henri Cartan (à gauche) avec Peter Thullen à l'université de Fribourg en 1987, au 80e anniversaire de Thullen

Henri Cartan, né le 8 juillet 1904 à Nancy et mort le 13 août 2008 à Paris 13e, est un mathématicien français. Il est le fils du mathématicien Élie Cartan et de Marie-Louise Bianconi. Il est couramment considéré comme l'un des mathématiciens français les plus influents de son époque. Il est connu pour ses travaux sur les fonctions de plusieurs variables complexes, la topologie (faisceaux, complexes d'Eilenberg-MacLane) et l'algèbre homologique. Il a été un des membres fondateurs du groupe Bourbaki.

## Biographie

### Famille
Il était le frère de Louis Cartan, physicien et résistant, de Jean Cartan, compositeur, ainsi que d'Hélène Cartan, mathématicienne. Par ailleurs il est le neveu de la mathématicienne Anna Cartan, et le cousin germain du philosophe et résistant François Cuzin. Il est aussi le gendre du physicien Pierre Weiss.

### Études
Selon ses propres dires, Henri Cartan fut intéressé très jeune par les mathématiques, mais sans être pour autant influencé par sa famille. Il déménagea à Paris avec sa famille après la nomination de son père à la Sorbonne en 1909.
Henri Cartan suivit des études secondaires au Lycée Hoche à Versailles. En 1923, il entra à l'École normale supérieure de la rue d'Ulm (Paris). Il y fit la rencontre d'André Weil, entré en 1922 à l'âge de 16 ans et obtint son doctorat en 1928 sous la direction de Paul Montel : sa thèse portait sur l'analyse complexe.

## Carrière académique
De 1928 à 1929, il enseigna au lycée Malherbe de Caen, puis fut de 1929 à 1931 chargé de cours à la faculté des sciences de l'université de Lille.
En 1931, il fut nommé chargé de cours à la faculté des sciences de l'université de Strasbourg puis maître de conférences. À la suite d'une publication sur les domaines cerclés, Henri Cartan fut invité en Allemagne à l'université de Münster en mai 1931. Il rencontra alors Heinrich Behnke ainsi que son assistant Peter Thullen ; ils devinrent amis et publièrent ensemble un article dans les Mathematische Annalen de 1932 (le théorème Cartan-Thullen).
La première réunion des futurs membres du groupe Bourbaki eut lieu le 14 janvier 1935. Le premier congrès, à Besse-en-Chandesse en juillet 1935, réunissait Szolem Mandelbrojt, Jean Dieudonné, Claude Chevalley et André Weil. Le but était alors la simple rédaction d'un traité d'analyse, but qui devint de plus en plus ambitieux au fil du temps. Cette même année, il épousa Nicole Weiss (née en 1915 et morte en 2008, quelques mois après son époux), fille du physicien Pierre Weiss, avec qui il aura cinq enfants.
Nommé professeur en 1936, Henri Cartan fut de nouveau invité en Allemagne en 1937. Après l'évacuation de Strasbourg à la suite de l'invasion allemande, il enseigna un an à Clermont-Ferrand. En 1937, il émit l'idée de filtre en mathématique qu'il présenta au congrès Bourbaki de Chançay de septembre. En novembre 1940, il fut nommé maître de conférences de mathématiques générales à la faculté des sciences de l'Université de Paris et chargé de l'enseignement des mathématiques à l'École normale supérieure, et il refusa l'exil aux États-Unis proposé par Louis Rapkine et la Fondation Rockefeller
Son frère, le physicien Louis Cartan, s'engagea dans la Résistance. Arrêté et déporté en février 1943, il fut condamné à mort en août, et exécuté en décembre 1943. Henri apprit sa mort en mai 1945, à la fin de la guerre. Continuant à garder des contacts en Allemagne durant cette période, il facilita à la fin de la guerre le rapprochement entre mathématiciens français et allemands, communiquant en particulier avec Heinrich Behnke et Peter Thullen. Chargé des cours de mathématiques à l'École normale supérieure, il fut détaché de 1945 à 1947 à la Faculté des sciences de Strasbourg.
En novembre 1946, Henri Cartan visita l'institut de recherches mathématiques d'Oberwolfach. À l'École normale supérieure, il dirigea les célèbres Séminaires Cartan entre 1948 et 1964. En janvier 1948, il fut invité à l'université de Chicago par Weil. Il rencontra alors Samuel Eilenberg. Il visita l'université Harvard de février à mai. En 1950, il devint président de la Société mathématique de France. Il rédigea en 1956, avec Eilenberg, l'ouvrage Homological Algebra, qui fait encore référence aujourd'hui.
Il a eu une quinzaine d'étudiants de thèse, parmi lesquels Jean-Paul Benzécri, Pierre Cartier, Jean Cerf, Pierre Dolbeault, Jacques Deny, Adrien Douady, Roger Godement, Max Karoubi, Jean-Louis Koszul, Jean-Pierre Ramis, Jean-Pierre Serre et René Thom.
En 1965, il quitta ses fonctions à l'École normale supérieure. En 1969, il fut nommé professeur à la faculté des sciences d'Orsay (appelé secondairement université Paris XI).
De 1967 à 1970, il fut le président de l'Union mathématique internationale et fut élu membre de diverses académies dont l'Académie des sciences (admis le 28 janvier 1974) et l'Académie royale danoise des sciences et des lettres.

## Combat politique
En 1974, Cartan s'engagea pour la libération du mathématicien ukrainien Léonid Pliouchtch, retenu par les autorités soviétiques dans un hôpital psychiatrique. Il organisa un appel à la signature d'une pétition à Vancouver, et fonda à l'occasion le Comité des mathématiciens, avec Lipman Bers et Laurent Schwartz, qui rencontra à plusieurs reprises la Ligue des droits de l'homme de Paris. Léonid Pliouchtch fut libéré en janvier 1976. Le comité défendit par la suite différents mathématiciens dans le monde, dont les positions politiques les mettaient en danger (tels Andrei Chikhanovitch et Anatoly Chtcharansky, l'Uruguayen José Luis Massera ou le Marocain Sion Assidon). Aujourd'hui existe le Comité de Défense des Hommes de Science.
Sur le plan politique, Henri Cartan défendit l'idée d'un fédéralisme européen. De 1974 à 1985, il a été président de l'Union des fédéralistes européens. En 1984, il conduisit la « Liste pour les États-Unis d'Europe » aux élections européennes, recueillant 0,4 % des suffrages exprimés.

## Distinctions
- Commandeur de la Légion d'honneur
- Grand Officier de l'Ordre national du Mérite
- Médaille d'or du CNRS en 1976[11]
- Prix Wolf de mathématiques en 1980
- Prix Pagels de l'Académie des sciences de New York pour son engagement politique en faveur de la reconnaissance des droits de l'homme

## Sélection de publications
- Sur les systèmes de fonctions holomorphes à variétés linéaires lacunaires et leurs applications, thèse, 1928
- Sur les groupes de transformations analytiques, 1935.
- Sur les classes de fonctions définies par des inégalités portant sur leurs dérivées successives, 1940.
- Espaces fibrés et homotopie, 1949-1950.
- Cohomologie des groupes, suite spectrale, faisceaux, 1950-1951.
- Algèbres d'Eilenberg - Mac Lane et homotopie, 1954-1955.
- Fonctions automorphes, 1957-1958.
- Quelques questions de topologie, 1958.
- Henry Cartan et Samuel Eilenberg, Homological Algebra (PMS-19), Princeton University Press, coll. « Princeton Mathematical Series », 1956-2016 (ISBN 978-0-691-04991-5 et 978-1-4008-8384-4)
- Séminaires de l'École normale supérieure (dits « Séminaires Cartan »), Secr. Math. IHP, 1948-1964; New York, W.A.Benjamin ed., 1967.
- Théorie élémentaire des fonctions analytiques, Paris, Hermann, 1961 (traduit en allemand, anglais, espagnol, japonais, russe).
- Calcul différentiel, Paris, Hermann, 1967 (traduit en anglais, espagnol et russe).
- Formes différentielles, Paris, Hermann, 1967 (traduit en anglais, espagnol et russe).
- Œuvres — Collection de travaux, 3 vol. édités par Reinhold Remmert et Jean-Pierre Serre, Springer Verlag, Heidelberg, 1967.
- Relations d'ordre en théorie des permutations des ensembles finis, Neuchâtel, 1973.
- Théorie élémentaire des fonctions analytiques d'une ou plusieurs variables complexes, Paris, Hermann, 1975.
- Cours de calcul différentiel, Paris, Hermann, 1977.
- Correspondance entre Henri Cartan et André Weil, Paris, SMF, 2011.

### Archives
- Inventaire du fonds d'archives de Henri Cartan conservé à La contemporaine.